# 長體皇帶魚
長體皇帶魚（学名：Agrostichthys parkeri）又作派氏長體皇帶魚，為輻鰭魚綱月魚目皇帶魚科的其中一種，自成一属，分布於南半球溫帶海域，屬深海魚類，體呈銀色，魚鰭為玫瑰色，口部能伸展，身體佈滿很多堅硬小瘤，體長可達300公分。